# Влостув (Свентокшиське воєводство)
Влостув (пол. Włostów) — село в Польщі, у гміні Ліпник Опатовського повіту Свентокшиського воєводства.
Населення — 1595 осіб (2011).
У 1975-1998 роках село належало до Тарнобжезького воєводства.

## Демографія
Демографічна структура на день 31 березня 2011 року:
|          | Загалом | Допрацездатний вік | Працездатний вік | Постпрацездатний вік |
| -------- | ------- | ------------------ | ---------------- | -------------------- |
| Чоловіки | 786     | 131                | 561              | 94                   |
| Жінки    | 809     | 139                | 461              | 209                  |
| Разом    | 1595    | 270                | 1022             | 303                  |